# Dialogue social européen
Le dialogue social européen est un élément du modèle social européen qui complète les pratiques nationales du dialogue social qui existent dans la plupart des États membres. Il englobe les discussions, les consultations, les négociations et les actions communes entreprises par les partenaires sociaux européens (employeurs et salariés).
Principal organe via lequel les partenaires sociaux contribuent à définir les normes sociales européennes, il a abouti à l'adoption d'environ 300 textes.
Le dialogue social est ancré dans le Traité instituant la Communauté européenne. L'article 118B du traité (introduit par l'Acte unique européen) attribue à la Commission la tâche de développer le dialogue social au niveau européen.

## Histoire
Son origine institutionnelle date du Traité de Rome.
En 1985, une avancée importante a été franchie lorsque Jacques Delors a réuni lors des premiers "entretiens de Val Duchesse" les 3 partenaires sociaux européens : la Confédération européenne des syndicats (CES) et les deux organisations patronales européennes (le CEEP et l'UNICE).